# Mickhausen

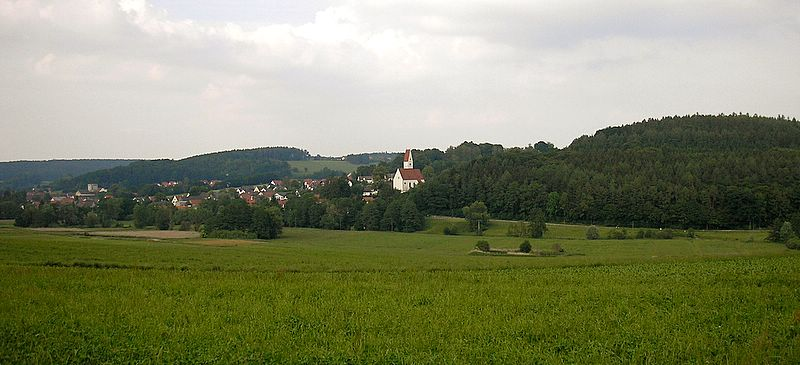
Mickhausen (Juni 2007)

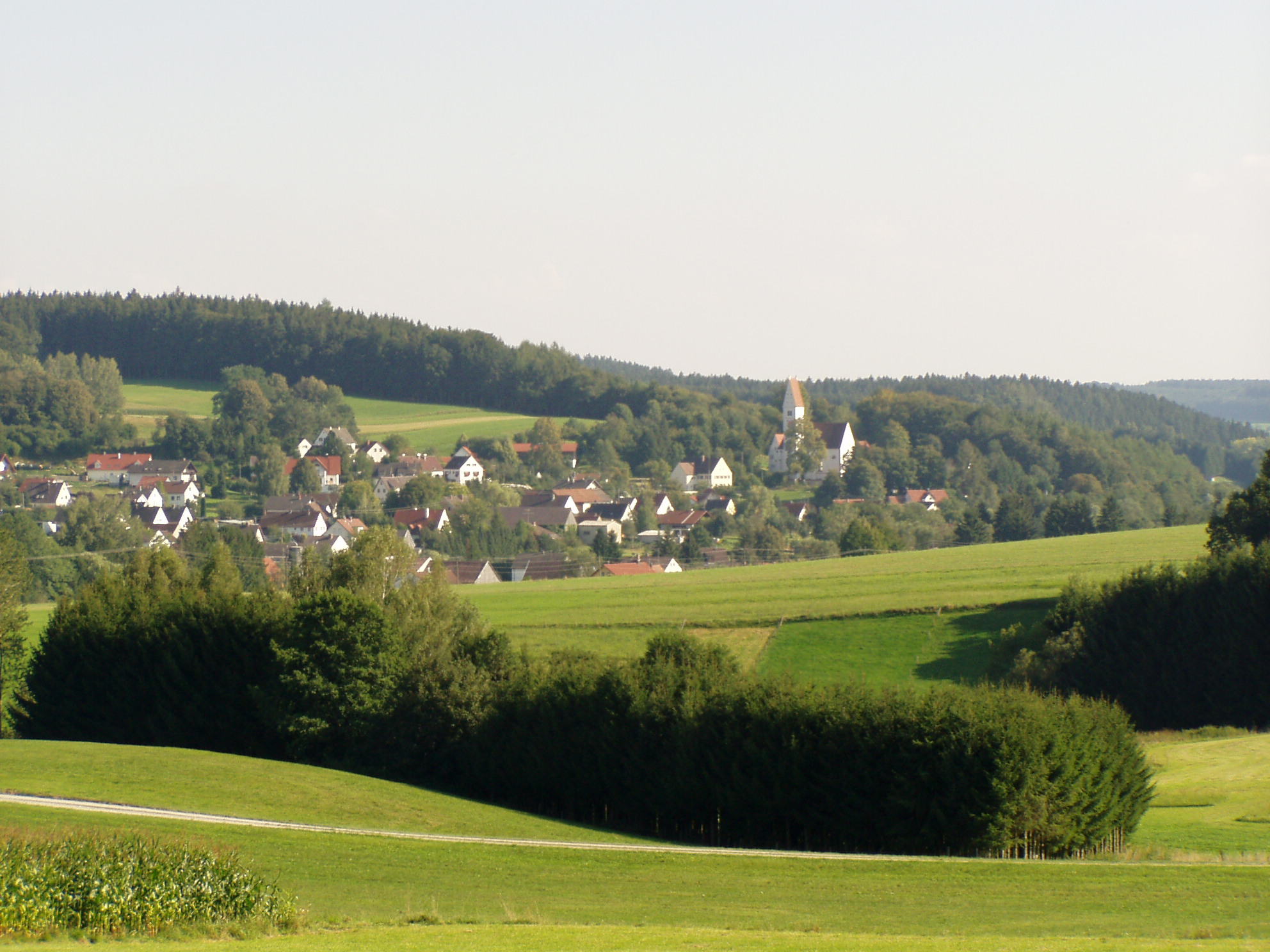
Mickhausen von Nordwesten

Mickhausen ist eine Gemeinde im schwäbischen Landkreis Augsburg und Mitglied der Verwaltungsgemeinschaft Stauden.

## Geographie
Die Gemeinde liegt im Südwesten des Landkreises Augsburg im Hügelland der Stauden. Die Stauden bilden den Hauptteil des Naturparks Augsburg Westliche Wälder.
Durch Mickhausen fließt die Schmutter.
Es gibt 12 Gemeindeteile (in Klammern ist der Siedlungstyp angegeben):
- Blessenauhof (Einöde)
- Grimoldsried (Pfarrdorf)
- Kelchsried (Dorf)
- Köpfingerhof (Einöde)
- Laiber (Einöde)
- Mickhausen (Pfarrdorf)
- Münster (Kirchdorf)
- Niederhof (Dorf)
- Rieger (Weiler)
- Rielhofen (Dorf)
- Schweinbachhof (Weiler)
- Zirken (Weiler)

## Geschichte

### Bis zur Gemeindegründung
Die Augsburger Patrizierfamilie Stolzhirsch war im 13. und 14. Jahrhundert hier Grundherr. Ihr folgten die Herren von Freiberg, die vom 14. bis 16. Jahrhundert Grundherren im Gemeindegebiet waren. Die Grafen Fugger waren vom 16. bis 19. Jahrhundert im Besitz des Ortes und des Schlosses. Seit dem Reichsdeputationshauptschluss von 1803 gehörte das Gebiet zum Kurfürstentum Bayern.

### Einwohnerentwicklung
Zwischen 1988 und 2018 wuchs die Gemeinde von 1108 auf 1418 um 310 Einwohner bzw. um 28 %.

### Eingemeindungen
Die heutige Gemeinde Mickhausen entstand am 1. Mai 1978 im Zuge der Gemeindegebietsreform, als die seit 1818 selbstständigen Gemeinden Münster und Grimoldsried nach Mickhausen eingemeindet wurden. Teile der aufgelösten Gemeinde Reinhartshofen (Laiber, Rieger und Zirken) mit damals etwa 50 Einwohnern kamen ebenfalls hinzu.

## Politik

### Gemeinderat
Der Gemeinderat setzt sich aus zwölf direkt gewählten Mitgliedern und dem Ersten Bürgermeister zusammen. Die Gemeinderatswahl am 15. März 2020 brachte folgendes Ergebnis:
- Freie Wähler Gemeinde Mickhausen: 4 Sitze (31,7 %)
- CSU/Unabhängige Wählergemeinschaft: 3 Sitze  (28,4 %)
- Liste Münster: 3 Sitze (21,8 %)
- Liste Grimoldsried: 2 Sitze (18,1 %)

### Bürgermeister
Bürgermeister ist seit dem 1. Mai 2020 Mirko Kujath (Freie Wähler). Er wurde am 15. März 2020 mit 51,6 % der abgegebenen Stimmen gewählt. Seine Vorgänger waren
- Anton Müller (CSU/UWG/GH) von 1982 bis 2008 und
- Hans Biechele (CSU/UWG/Listen) von 2008 bis 2020.

## Wappen
| Wappen Gemeinde Mickhausen | Blasonierung: „In Blau ein steigender goldener Hirsch über drei, zwei zu eins gestellten goldenen Kugeln.“ |
| Wappen Gemeinde Mickhausen | Wappenführung seit 1967                                                                                    |

## Baudenkmäler

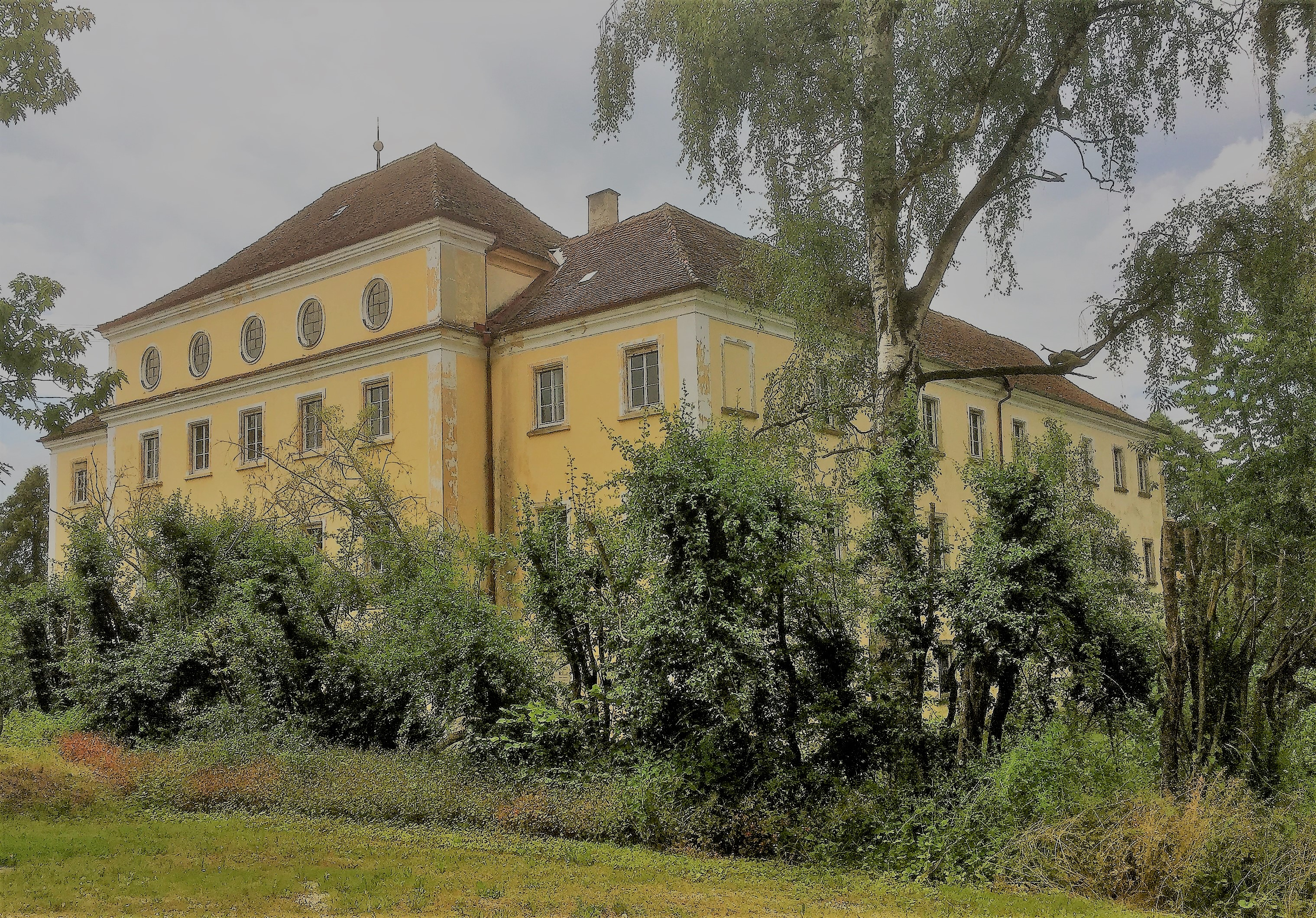
Schloss Mickhausen (Staudenschloss)

- Schloss Mickhausen

Dreigeschossige Vierflügelanlage als Renaissance-Schloss des 15./16. Jahrhunderts; um 1695 und um 1842 erneute Umbauten, Baudenkmal. In den teilweise sanierten, u-förmig vor dem Schloss gelegenen Wirtschaftsgebäuden ist die Gemeindeverwaltung untergebracht.
- Katholische Pfarrkirche St. Wolfgang: Anton Fugger ließ die Kirche von 1535 bis 1538 anstelle einer abgerissenen Schlosskapelle Kaiser Maximilians I. errichten.
- Katholische Kapelle Herrgottsruh: Die Kapelle Herrgottsruh liegt rund 300 Meter nordöstlich der Pfarrkirche St. Wolfgang auf einem Hügel. Sie wurde 1685 durch Paul Fugger errichtet; der Entwurf stammt von Johann Schmuzer.
- Altes Bauernhaus, zweite Hälfte 16. Jahrhundert: Hauptstraße 52, mit unter Denkmalschutz stehendem Türstock als Kleeblattbogen um die Haustüre, vorhanden ist auch der komplett erhaltene Dachstuhl mit Andreaskreuzen.

## Sonstiges
Im Gemeindeteil Münster startete von 1964 bis 1985 und wieder seit 2001 das Bergrennen Mickhausen.